# Charles R. Evans

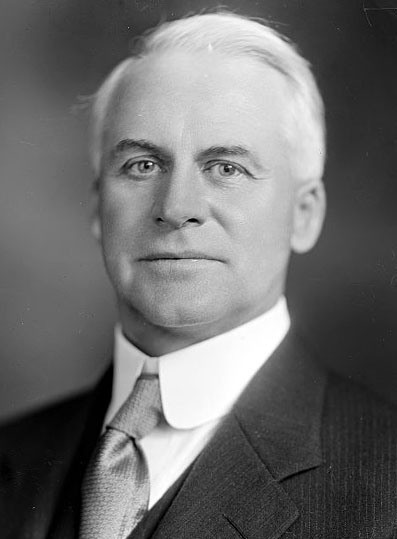
Charles R. Evans

Charles Robley Evans (* 9. August 1866 in Breckenridge, Sangamon County, Illinois; † 30. November 1954 in Kearney, Nebraska) war ein US-amerikanischer Politiker. Zwischen 1919 und 1921 vertrat er den Bundesstaat Nevada im US-Repräsentantenhaus.

## Werdegang
Charles Evans besuchte die öffentlichen Schulen seiner Heimat. Später zog er nach Manhattan in Nevada, wo er ab 1905 im Bergbau tätig war. Auch nach seinem Umzug nach Goldfield im Esmeralda County blieb er in dieser Branche.
Politisch wurde er Mitglied der Demokratischen Partei, deren Democratic National Convention er im Jahr 1908 als Delegierter besuchte. 1918 wurde Evans in das US-Repräsentantenhaus gewählt. Dort löste er am 4. März 1919 Edwin Ewing Roberts ab. Da er allerdings die Wahlen des Jahres 1920 gegen den Republikaner Samuel S. Arentz verlor, konnte er bis zum 3. März 1921 nur eine Legislaturperiode im Kongress absolvieren.
In den folgenden Jahren bekleidete er keine weiteren höheren politischen Ämter. Zwischen 1934 und 1948 war er Fremdenführer im Kapitol in Washington. Danach zog er sich in den Ruhestand zurück. Charles Evans starb am 30. November 1954 in Kearney und wurde in Waco, ebenfalls in Nebraska, beigesetzt.